# Jürgen Schriefer
Jürgen Schriefer (* 6. März 1929 in Bad Doberan; † 23. Oktober 2014 in Witten) war ein deutscher Musik- und Gesangspädagoge und Komponist.

## Leben
Von 1948 bis 1956 studierte Schriefer Kirchenmusik an der Kirchenmusikschule Berlin-Spandau, wo Ernst Pepping zu seinen Lehrern gehörte. Nach kurzer freischaffender Tätigkeit in Berlin war er von 1958 bis 1961 Musiklehrer im Heil- und Erziehungsinstitut Eckwälden (Bad Boll). Von 1961 bis 1972 unterrichtete er Musik an der Rudolf Steiner Schule Bochum. Bereits 1968 war er der Sängerin Valborg Werbeck-Svärdström begegnet und arbeitete sich in die von ihr entwickelte Gesangsmethode ein. Kurz vor ihrem Tod im Jahr 1972 übergab ihm Werbeck-Svärdström die Leitung der von ihr begründeten Schule der Stimmenthüllung. In den Folgejahren setzte er sich durch eine ausgedehnte Kurs- und Vortragstätigkeit für deren weltweite Verbreitung ein, bis ihn 1990 ein schwerer Herzinfarkt zum weitgehenden Rückzug von seinem öffentlichen Wirken zwang.

## Wirken
Neben seiner pädagogischen Tätigkeit schuf Schriefer zahlreiche Vokalkompositionen, die er auch selbst mit verschiedenen Chören zur Aufführung brachte. Er war Dozent an der 1970 von Julius Knierim initiierten Freien Musik Schule, einem europaweit organisierten Musikwanderstudium für Kunst, Pädagogik und Therapie, und Gastdozent an vielen Waldorflehrerseminaren im In- und Ausland. Durch seine durch zwei Jahrzehnte hindurch gepflegte weitgespannte Reisetätigkeit etablierte er die Schule der Stimmenthüllung weltweit in zahlreichen Waldorfschulen und Ausbildungsstätten. Seine Arbeit wird heute in vielen Ländern fortgesetzt und ist vor allem auch auf dem Feld der Gesangstherapie weiterentwickelt worden.

## Werke
Schriften
- Zur Geschichte und Gegenwartslage der Musik. Skripte zu Vorträgen, herausgegeben von Thomas Adam. Dornach 2019.
- Biografisches Porträt über Valborg Werbeck-Svärdström. In: Bodo v. Plato (Hrsg.): Anthroposophie im 20. Jahrhundert. Dornach 2003.
- Aus dem Musikunterricht. In: Sönke Bai et al: Die Rudolf Steiner Schule Ruhrgebiet. Reinbek 1976

Kompositionen:
- 12 Chöre nach Texten von Novalis. Dornach 2005
- Der Sonnengesang des Heiligen Franziskus. Dornach 2005
- Zwölf Simmungen, Tierkreis. Dornach 2012
- 12 Chöre. Dornach 2012